# Weirs
Albums de Luke Vibert & Jeremy Simmonds
_ Phat Lab. Nightmare
Weirs est un album de musique électronique de Luke Vibert & Jeremy Simmonds. Il est sorti en 1993 sur le label Rephlex Records.

## Titres
| 1.    | Tinned Teardrop    | 7:20  |
| 2.    | Path T'Zoar        | 13:24 |
| 3.    | Reservoir          | 19:19 |
| 4.    | (This Can) Robotic | 5:41  |
| 5.    | Indel Rooks        | 11:19 |
| 6.    | Aple               | 4:30  |
| 7.    | Thing Bounces Back | 12:21 |
| 8.    | Weirs              | 2:00  |
| 9.    | Submarine          | 2:56  |
| 77:30 |                    |       |